# Gianmarco Nicosia
Gianmarco Nicosia (* 12. Februar 1998 in Rom) ist ein italienischer Wasserballspieler. Mit der italienischen Nationalmannschaft wurde er Weltmeister 2019 und Weltmeisterschaftszweiter 2022 und 2024.

## Sportliche Karriere
Der Torwart spielte in Rom, Verona, Palermo und ab 2022 bei Rari Nantes Savona.
2015 wurde Nicosia mit der Juniorennationalmannschaft Zweiter bei der Juniorenweltmeisterschaft. 2016 wurden die Italiener Vierte und 2017 Siebte. Bei der Europameisterschaft 2018 in Barcelona bildeten Marco Del Lungo und Gianmarco Nicosia das Torhüterduo der italienischen Nationalmannschaft, wobei Nicosia nur in drei Partien mitwirkte und nur gegen Georgien länger spielte als Del Lungo. Die Italiener unterlagen im Halbfinale den Spaniern und verloren das Spiel um Bronze gegen die Kroaten. Im Jahr darauf bei der Weltmeisterschaft 2019 in Gwangju gewannen die Italiener ihre Vorrundengruppe. Nach einem Viertelfinalsieg gegen Griechenland und einem Halbfinalsieg gegen Ungarn schlugen die Italiener im Finale die Spanier mit 10:5.
Bei den 2021 ausgetragenen Olympischen Spielen in Tokio bildeten Del Lungo und Nicosia wie in den beiden Vorjahren das italienische Torwartgespann. Nicosia kam nur in zwei Spielen zum Einsatz, beim Auftakt gegen Südafrika wurde er eingewechselt. Im Spiel um den siebten Platz spielte er durch und hielt 11 von 25 Würfen aufs Tor. Auch 2022 bei der Weltmeisterschaft in Budapest standen Del Lungo und Nicosia im Tor. Die Italiener besiegten im Viertelfinale die Ungarn mit 11:10 und im Halbfinale die Griechen ebenfalls mit 11:10. Im Finale unterlagen sie den Spaniern erst im Shootout. Del Lungo hatte im Finale etwas mehr Spielzeit als Nicosia und stand auch beim Shootout im Tor. Im Jahr darauf wurden die Italiener mit Del Lungo und Nicosia Fünfter bei der Weltmeisterschaft in Fukuoka, nachdem sie im Viertelfinale gegen Serbien im Shootout verloren hatten.
Im Januar 2024 unterlagen die Italiener im Halbfinale der Europameisterschaft in Kroatien den Spaniern. Das Spiel um Bronze gewannen die Italiener mit 12:7 gegen die Ungarn. Im Februar bei der Weltmeisterschaft in Doha erreichten die Italiener mit einem Sieg über die Spanier das Endspiel. Dort unterlagen sie den Kroaten nach Penaltyschießen. Bei den Olympischen Spielen 2024 in Paris unterlagen die Italiener im Viertelfinale den Ungarn im Penaltyschießen. In den Platzierungsspielen erreichten die Italiener den siebten Platz. Während Del Luongo im Viertelfinale durchspielte, bekam Nicosia in den Platzierungsspielen Einsatzzeit. So spielte er im Match um den siebten Platz drei Viertel.